# Winterthur
Winterthur (fr. Winterthour, lat. Vitudurum) – miasto i gmina (Politische Gemeinde) w północnej Szwajcarii, w kantonie Zurych, siedziba administracyjna okręgu (Bezirk) Winterthur. Leży nad rzekami Töss i Eulach. Powierzchnia miasta wynsoi 68,07 km².
W Winterthur znajduje się Szwajcarskie Centrum Nauki Technorama (Swiss Science Center), oferujące ponad 500 interaktywnych stacji doświadczeń z różnych dziedzin nauki.  
W 1940 miejsce internowania polskich żołnierzy z 2 Dywizji Strzelców Pieszych, dla których otwarto specjalnie szkołę techniczną (Schweizerische Technische Fachschule).

## Demografia
W Winterthur mieszka 116 906 osób. W 2021 roku 25,2% populacji gminy stanowiły osoby urodzone poza Szwajcarią.

## Transport
Przez teren miasta przebiegają autostrady A1 i A4 oraz drogi główne nr 1, nr 7 i nr 15.
Do 1961 r. w mieście jeździły tramwaje, jeżdżą nadal trolejbusy.
Znajduje się tutaj stacja kolejowa Winterthur oraz lotnisko Winterthur.

## Sport
- EHC Winterthur – klub hokejowy
- FC Winterthur – klub piłkarski
- SG Winterthur – klub szachowy

## Osoby związane z Winterthur
- Jakob Michael Reinhold Lenz, pisarz, mieszkał tutaj
- Gottfried Semper, architekt, zaprojektował dom rady miejskiej
- Peter Stamm, pisarz, mieszka tutaj

## Współpraca
Miejscowości partnerskie:
- Hall in Tirol, Austria
- La Chaux-de-Fonds, Neuchâtel
- Pilzno, Czechy
- Yverdon-les-Bains, Vaud